# Novye Samotsvety
Novye Samotsvety  (en russe : Новые Самоцветы) est un groupe russe de pop et pop rock, originaire de Moscou.

## Histoire
Novye Samotsvety se forme en juillet 2006 reprenant, sur un fond sonore plus moderne, mais avec la même tradition vocale, le répertoire du groupe Samotsvety qui chantait avec un grand succès des musiques populaires, traditionnelles et patriotiques dans les années 1970-1980. Le lancement du nouvel ensemble musical correspond aux 35 ans des Samotsvety, mené par le producteur Iouri Malikov. Dans une interview donnée le 27 octobre 2006, Iouri Malikov et sa fille expliquent qu'ils verraient bien le groupe participer à l'Eurovision, mais que leur objectif est d'abord à vocation mémorielle, le but étant de faire d'abord des reprises des Samotsvety. Dans un second temps, les Novye Samotsvety pourront s'engager dans une phase de création. Parallèlement, chaque membre du groupe entend continuer une carrière solo par ailleurs bien assurée.
En décembre 2018, Novye Samotsvety sort l'album Зима. En 2019, le groupe présente le clip de la chanson Лунная ночь, réalisé par Georgy Volev.
Le 15 octobre 2021, le groupe célèbre son 15e anniversaire, en publiant son cinquième album Просто не верится. À l'automne 2023, une nouvelle version de la chanson Отражение в воде est publiée, dont le clip est réalisé par Georgy Volev. Pendant plus de 17 ans de travail, New Samotsvety donne un nouveau son à des succès tels que Мир не прост, Вся жизнь впереди, Прощай, Синий иней, Venus, et В последний раз. Le groupe enregistre également un certain nombre de ses propres chansons et tourne plusieurs clips pour d'anciennes et de nouvelles compositions.

## Membres
Le groupe rassemble Inna Malikova, top-modèle et chanteuse romantique, connue après le succès de son deuxième album Café et Chocolat[réf. nécessaire] (2005). Elle est la fille du chanteur des Samotsvety, Youri Malikov. Yana Daïneko, est la fille du chanteur Valery Daïneko et la sœur de la chanteuse gagnante de la Star Academy russe, Victoria Daïneko. Elle perce dans le groupe éphémère Poiouchtchie vmeste en 2003, sous le pseudonyme de Yana Kozlova, avant d'accompagner Natalia Podolskaya au concours de l'Eurovision en 2005. Mikhaïl Veselov, troisième place à la Star Academy russe saison 5, et Alexandre Postolenko, qui se fait connaître en 2005 dans la comédie musicale Roméo et Juliette à Moscou, au théâtre de l'Opérette.

## Discographie

### Albums studio
- 2009 : Инна Маликова & Самоцветы NEW
- 2014 : Вся жизнь впереди, надейся и жги!
- 2018 : 12
- 2018 : Зима
- 2021 : Просто не верится

### Singles
- 2012 : Помнишь Modern Talking
- 2014 : Вся жизнь впереди
- 2015 : Мир не прост
- 2016 : Сердце не камень
- 2018 : Склеим
- 2019 : Лунная ночь
- 2023 : Отражение в воде